# ما قبل التاريخ بالمغرب
تبدأ عصور ما قبل التاريخ في المغرب مع ظهور أولى آثار الاستيطان البشري في المغرب منذ حوالي مليون سنة.

## العصر الحجري
أظهرت الحفريات الأثرية وجود الإنسان قبل الإنسان العاقل في المغرب، وكذلك وجود الأنواع البشرية المبكرة. تم اكتشاف العظام المتحجّرة لإنسان عمره 400000 سنة في مدينة سلا عام 1971. وجد العديد من البقيا البشرية في جبل إيغود في عام 1991، وقد تم تأريخها باستخدام التقنيات الحديثة في عام 2017 ووجدت أن عمرها يعود لـ300000 سنة على الأقل، ممَّا يجعلها أقدم الآثار للإنسان العاقل المكتشفة في العالم. في عام 2007، تم اكتشاف حبات صدف صغيرة مثقبة في مغارة تافوغالت يبلغ عمرها 82000 سنة، مما يجعلها أقدم الحلي الشخصية الموجودة في العالم.
في العصر الحجري الوسيط ، بين 20000 و 5000 سنة، كانت جغرافية المغرب تشبه السافانا أكثر من المناظر الطبيعية القاحلة الحالية. في حين لا يُعرف الكثير عن المستوطنات في المغرب خلال تلك الفترة، فإن الحفريات في أماكن أخرى من المنطقة المغاربية تشير إلى وفرة من الغابات، مناسبة للصيادين وجامعي الثقافات من العصر الحجري الوسيط، مثل الثقافة الكابسية.
خلال العصر الحجري الحديث، بعد العصر الحجري، اِستَوطنت سافانا من قبل الصيادين والرعاة. ازدهرت ثقافة هؤلاء الصيادين والرعاة في العصر الحجري الحديث حتى بدأت المنطقة تجف بعد 5000 سنة قبل الميلاد نتيجة للتغيرات المناخية. تشترك المناطق الساحلية للمغرب الحجري الحديث في صناعة الفخار كارديم، والتي كانت شائعة في جميع أنحاء البحر الأبيض المتوسط في ذلك الوقت. تشير الحفريات الأثرية إلى أن تدجين الأبقار وزراعة وكذلك الحصاد بدأ في هذا الوقت. .

## العصر الحجري السفلي

### الحضارة أشولينية
أدت الأبحاث الأركيولوجية في جنوب غرب الدار البيضاء إلى اكتشاف موقع أثري على بعد حوالي 8 كلم أطلق عليه اسم مقالع طوما، وترجع أهمية الموقع إلى مجموعة من الاكتشافات التي تمت به، حيث تم العثور على بقايا ما يسمى «بالإنسان القائم» (فك سفلي، عظام الجمجمة وفك علوي) وبقايا عظام الحيوانات ترجع إلى حوالي 400.000 وكذلك على أدوات حجرية ترجع إلى الفترة الأشولينية حوالي 700.000 سنة.

## العصر الحجري الأوسط

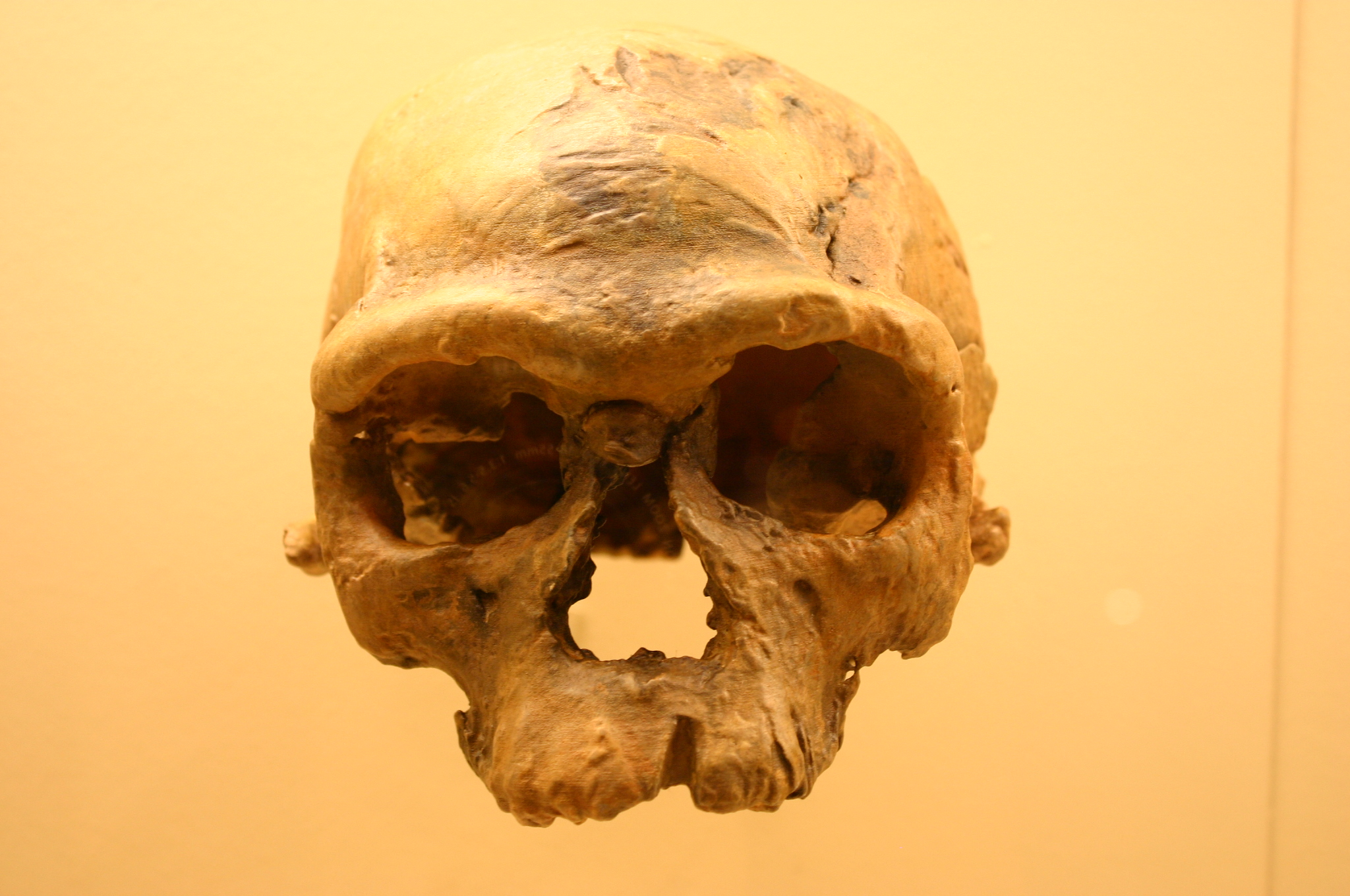
جمجمة إرهود 1

بالنظر إلي ندرة المواقع الأثرية التي تعود إلى هذا العصر، فمن الصعب تحديد البدايات الأولى له في المغرب. وحسب أغلبية الباحثين فهذا العصر ينقسم إلى حضارتين : الحضارة الموستيرية والحضارة العاترية.

### الحضارة الموستيرية

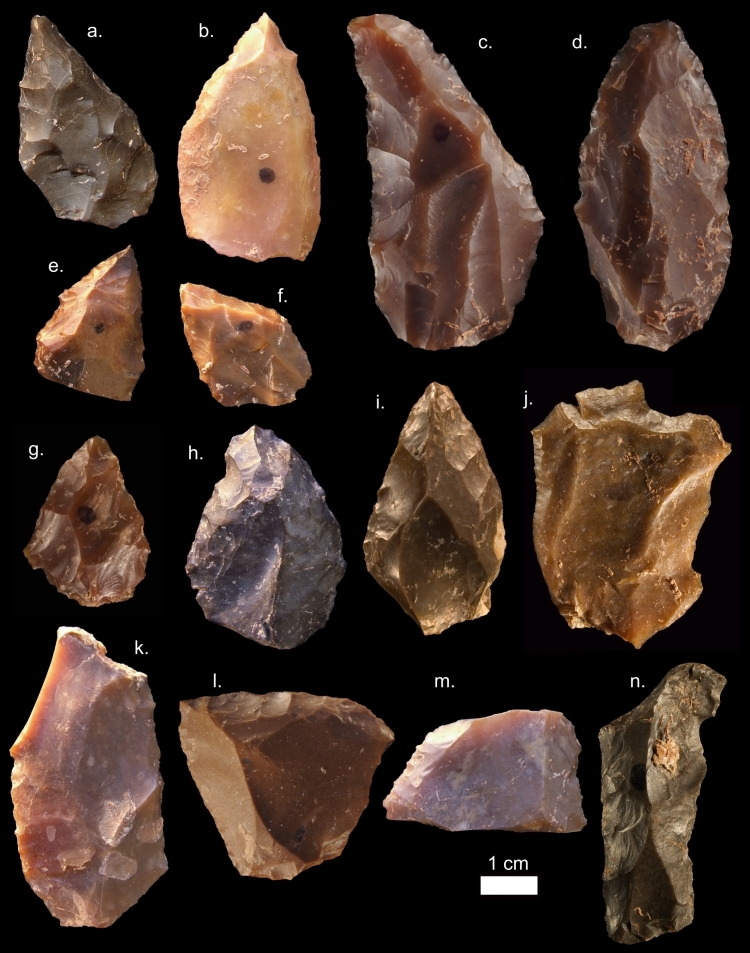
أدوات حجرية موستيرية وجدت في جبل إرهود

ترجع المعطيات التاريخية المتوفرة ظهور الحضارة الموستيرية بالمغرب إلى حوالي 300 ألف سنة قبل الحاضر على الأقل، وقد وجدت أقدم آثارها بجبل ايغود، و آخر ظهور لها كان قبل 80 ألف سنة  في مغارة الغفص بنواحي وجدة. و يرجع اختفائهم إلى التغير المناخي الذي طرئ على المغرب، حيث كان قبل 300 ألف سنة أكثر رطوبة وأشد حرارة، وكان الوسط الطبيعي يتميز بوجود غطاء نباتي يغلب عليه الزيتون البري وشجر الخروب، ثم أصبح حوالي 90 ألف سنة قبل الحاضر أكتر قحولة وأشد برودة خصوصا مع بداية تشكل ما يسمى الصحراء الكبرى. وتميزت هاته الفترة بالتطور الحاصل في الأدوات التي يستعملها الإنسان خصوصا في شمال أفريقيا.

### الحضارة العاتيرية

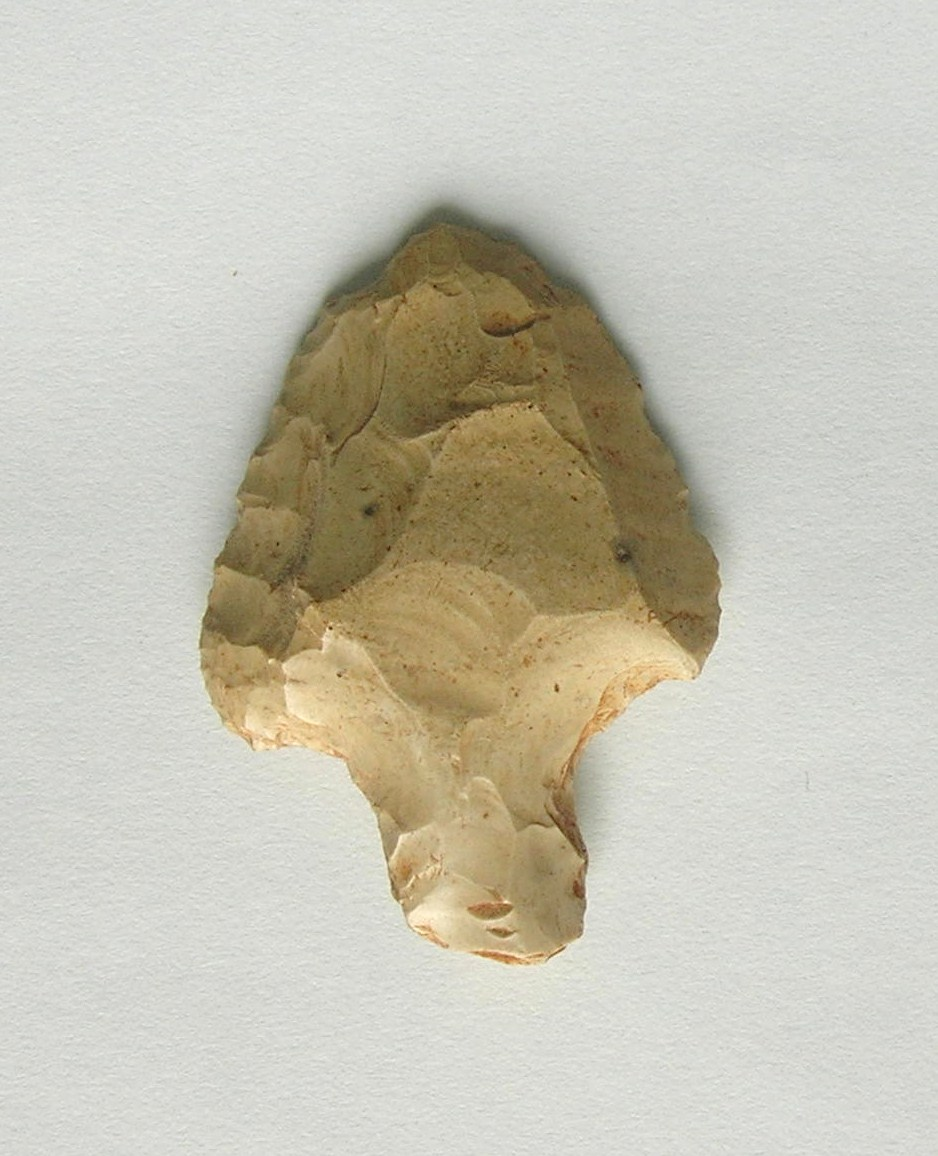
طرف سفلي من الحقبة العاترية

يعتبر المغرب مهد الحضارة العاترية التي نشأت قبل 000 145 سنة. حيث تم العثور على بقايا عظمية تنتسب إلى لهاته الحضارة في الواجهة الأطلنطية لوسط المغرب ما بين الرباط وتمارة في مواقع ككهف دار السلطان 1و2، مغارة المهربين، ومغارة الهرهورة.
تخصص العاترييون في صيد الغزلان بدليل ما عثر عليه من عظامها المتعددة في المواقع التي خلفوها وقد مكنتهم صناعة واستعمال الأدوات ذات السويقات مثل السهام والرماح من إصابة الهدف من بعيد. و قد عثر أيضا على بقايا لحيوانات ضخمة كالثور البدائي و الجاموس والحصان في مواقعهم. وقد ساهم هذا في قدرتهم على التكيف مع الظروف المناخية الجديدة التي حلت بمنطقتهم وكانت سببا في اندثار الحضارة الموستيرية.

## العصر الحجري العُلوي
تعود بداية العصر الحجري القديم الأعلي في المغرب إلى حوالي 22 ألف سنة قبل الآن كما تم تسجيل ذلك بموقع كهف الحمام بتافوغالت و قد عرف المغرب في هذا العصر نموا سكانيا ملحوظا، وقد يشهد على ذلك عدد القبور التي تعود لهاته الفترة والتي وجدت في بعض المواقع  بعضها تضم أكثر من مئة رفات بشري خصوصا بكهف الحمام بتافوغالت. و قد طغت الحضارة الإيبيروموريسية على هاته الفترة حيث تميزو بعدة ابداعات في المستوى التنظيمي والفني والثقافي. بيد أن أهم ما يميزهم هو أدواتهم، أذ كانت غاية في التخصص سواء في تقطيع اللحوم وبشر الجلود أو معالجتها. كما تمكنوا من معالجة العظام وصنع مخارز وشبه معالق وكذا أسنة الرماح انطلاقا من العظام.

### الحضارة الإيبيروموريسية
يعتبر المغرب (إلى جانب كل من تونس والجزائر) مهد الحضارة الإيبيروموريسية، فقد أسفرت الأبحاث الأركيولوجية في مغارة تافوغالت عن مجموعة من النتائج المهمة التي أثبتت تعاقب مجموعة من الحضارات على الموقع وذلك منذ العصر الحجري القديم الأوسط أهمها الحضارة الآيبروموريزية التي أثبتت نتائج التأريخ تواجدها بالموقع بين 900 21 و800 10سنة قبل الفترة الحالية ويتميز هذا الموقع بأهمية اللقى الأثرية والمتمثلة في مجموعة من الهياكل العظمية والأدوات الحجرية والعظمية وكذلك الحلي وبقايا عظام الحيوانات.

## العصر الحجري الحديث والعصر البرونزي
امتد العصر الحجري الحديث (يسمى أيضا بالعصر النيوليثي) بين 9000 – 4500 قبل الميلاد وهو المرحلة الأخيرة من عصور ما قبل التاريخ، أما العصر البرونزي فقد ظهر في الشرق الأدنى حوالي 3000 قبل الميلاد وحتى سنة 1200 قبل الميلاد ووصل إلى أوروبا بين سنة 2500 و 2000 قبل الميلاد وإلى أوروبا الغربية بين سنة 1800 قبل الميلاد وسنة 900 قبل الميلاد.

### الحضارة الكارديالية والحضارة الجرسية
قاد اكتشف الموقع الأثري كهف تحت الغار في سنة 1955 وكذا الحفريات الأثرية التي تمت فيه سنة 1984 وحفريات الممتدة بين 1989و1994 إلى اكتشاف أواني فخارية وخزفيات و سيراميك وأدوات وفؤوس بالإضافة إلى الرماح والسهام تعود لحضارة الكارديال (العصر الحجري الحديث)، والحضارة الجرسية (العصر البرونزي الأطلسي).

### الحضارة القبصية
ظهرت الحضارة القبصية بالمغرب وشمال افريقيا بين 8000 قبل الميلاد و2700 قبل الميلاد.